# Philip Seeman
Philip Seeman (* 8. Februar 1934 in Winnipeg, Kanada; † 9. Januar 2021) war ein kanadischer Neurowissenschaftler an der University of Toronto.

## Leben und Wirken
Seeman wuchs in Montreal auf. Er erwarb an der McGill University 1955 einen Bachelor in Physik und Physiologie, 1956 bei Arnold Burgen einen Master in Physiologie und 1960 den M.D. als Abschluss des Medizinstudiums. Nach kurzer Tätigkeit als Assistenzarzt an Krankenhäusern der Wayne State University in Detroit erwarb er zwischen 1961 und 1965 bei dem späteren Nobelpreisträger George Emil Palade an der Rockefeller University mit einer Arbeit über die Erythrozytenmemban einen Ph.D. in Lebenswissenschaften. Als Postdoktorand arbeitete er wiederum bei Arnold Burgen, jetzt an der University of Cambridge in England.
Ab 1967 hatte Seeman eine Anstellung an der University of Toronto, ab 1970 als ordentlicher Professor und zuletzt auf einer nach Anne und Max Tanenbaum benannten Professur für Neurowissenschaften und einer Professur für Psychiatrie. 2002 wurde er emeritiert.
Seeman ist bekannt für seine Arbeiten zur Bedeutung des Dopamins bei Schizophrenie (siehe Dopaminhypothese der Schizophrenien) und zu den Wirkmechanismen von Neuroleptika. Er entdeckte die Bindungsstelle für viele antipsychotische Pharmaka an Nervenzellen, später als D2-Rezeptor erkannt. Seine Forschung trug zur Entstigmatisierung der Schizophrenie bei.
Seeman veröffentlichte über 800 wissenschaftliche Arbeiten, die letzte kurz vor seinem Tod. Er hat laut Google Scholar einen h-Index von 113, laut Datenbank Scopus einen von 91 (jeweils Stand März 2024).
Philip Seeman war mit Mary V. Seeman verheiratet, einer Professorin für Psychiatrie an der University of Toronto. Das Paar hatte drei Kinder. Er starb an den Folgen einer progressiven Muskelerkrankung.

## Auszeichnungen (Auswahl)
- 1985 Mitglied der Royal Society of Canada[4]
- 1994 Pasarow Award für Neuropsychiatrie[5]
- 2001 Officer of the Order of Canada[6]
- 2002 Ehrendoktorat der University of Toronto
- 2002 Queen Elizabeth II Golden Jubilee Medal[7]
- 2012 Queen Elizabeth II Diamond Jubilee Medal[8]

## Nachrufe
- Philip Seeman Obituary. In: legacy.com. The Globe and Mail, 16. Januar 2021, abgerufen am 18. Dezember 2023 (englisch).
- Susan R. George: Professor Philip Seeman (1934–2021). In: pharmtox.utoronto.ca. Department of Pharmacology and Toxicology, University of Toronto, abgerufen am 27. Januar 2024 (englisch).
- Bertha K. Madras, Susan George: In memoriam professor Philip Seeman (February 8, 1934-January 9, 2021). In: Neuropsychopharmacology. Band 46, Nr. 6, 16. Februar 2021, S. 1229–1230, doi:10.1038/s41386-021-00975-x.
- Gary Remington: In Memory of Philip Seeman (1934-2021). In: inhn.org. International Network for the History of Neuropsychopharmacology, 20. Mai 2021, abgerufen am 18. Dezember 2023 (englisch).
- Mary V. Seeman: Philip Seeman's contributions to the story of schizophrenia. In: Psychological Medicine. Band 52, Nr. 13, 18. Januar 2022, S. 2401–2403, doi:10.1017/S0033291721004803.